# مسجد بزرگ ابوالمعالی
مسجد بزرگ ابوالمعالی مربوط به سدهٔ ۸ ه.ق است و در یزد، خیابان سیدگلسرخ، کوچه ابوالمعالی واقع شده و این اثر در تاریخ ۴ مرداد ۱۳۷۸ با شمارهٔ ثبت ۲۳۹۸ به‌عنوان یکی از آثار ملی ایران به ثبت رسیده است.